# He Yingqin
He Yingqin (chinês tradicional: 何應欽, chinês simplificado: 何应钦, pinyin: Hé Yìngqīn; 2 de abril de 1890 - 21 de outubro de 1987), também escrito  Ho Ying-chin, foi um dos generais mais experientes do Kuomintang (KMT), durante China Republicana, e um aliado próximo de Chiang Kai-shek.
Yingqin ajudou os nacionalistas na luta contra os senhores da guerra locais em década de 1920. Foi comandante do exército chinês em 1944 e aceitou a rendição incondicional de um milhão de soldados japoneses em Nanquim, no final de Segunda Guerra Sino-Japonesa, em 1945. Em 1949, foi brevemente primeiro-ministro da República da China, antes de ter que fugir para Taiwan quando os comunistas tomaram o poder. Mais tarde, seria secretário de Defesa em Taiwan entre 1949 e 1958.